# Salk Ladies 2010
Il Salk Ladies 2010 è stato un torneo di tennis facente parte della categoria ITF Women's Circuit nell'ambito dell'ITF Women's Circuit 2010. Il torneo si è giocato a Stoccolma in Svezia dall'8 al 14 febbraio 2010 su campi in cemento e aveva un montepremi di $25 000.

## Vincitrici

### Singolare
Oksana Ljubcova ha battuto in finale  Lesya Tsurenko con il punteggio di 6–4 7–5

### Doppio
Ksenija Milevskaja /  Lesya Tsurenko hanno battuto in finale  Nikola Hofmanová /  Yvonne Meusburger con il punteggio di 6–4 7–5